# Качкалда Єгор Миколайович
Єго́р Микола́йович Качкалда́ — солдат Збройних сил України.
Зазнав поранень у бою, лікувався.

## Нагороди та вшанування
14 листопада 2014 року за особисту мужність і героїзм, виявлені у захисті державного суверенітету та територіальної цілісності України, вірність військовій присязі під час російсько-української війни, відзначений — нагороджений орденом «За мужність» III ступеня.